# Fernando Giménez Barriocanal
Fernando Giménez Barriocanal (Madrid, 16 de diciembre de 1967) es vicesecretario para Asuntos Económicos de la Conferencia Episcopal Española (2005-) y profesor titular de economía financiera y contabilidad de  la Universidad Autónoma de Madrid . 

## Trayectoria profesional

### Formación universitaria
Realizó la licenciatura Ciencias Económicas y Empresariales (1990) y posteriormente el doctorado en la Universidad Autónoma de Madrid (1995). 
Es licenciado-master en Derecho Canónico por la  Universidad de San Dámaso  (2022).
Está casado y tiene cinco hijos.

### Medios de comunicación
Desde junio de 2010 y hasta junio de 2022 ha ocupado la posición de presidente y consejero delegado de Radio Popular S.A. COPE, donde ejerció de consejero adjunto al presidente desde 1999 a 2006. Desde mayo de 2011 a 2013, tras la adquisición de un 51 % del accionariado por parte de la cadena, ejerció también de consejero de la cadena de TDT, 13TV. Desde mayo de 2014 hasta principio de 2017 ha sido presidente de la Fundación COPE.
Desde su fundación en junio de 2021 hasta junio de 2022 ha presidido el Consejo de administración de Ábside Media S.L., accionista mayoritario de Cope y TRECE.
En la actualidad y como Vicesecretario para asuntos económicos de la Conferencia Episcopal Española, accionista mayoritario de Ábside Media, realiza el seguimiento de la empresa, centrándose en los aspectos económicos de la misma.

### Actividad docente
Se incorporó al claustro docente en 1990, siendo profesor titular de Economía Financiera y Contabilidad en la Universidad Autónoma de Madrid desde 1998. Ha desempeñado los cargos de coordinador de relaciones internacionales, vicedecano de Estudiantes y Extensión universitario (2003) y vicedecano de Ordenación académica (2003-2006), representando a la Universidad Autónoma en la reforma de los planes de estudio de Economía a nivel nacional. En la actualidad es el subdirector del departamento de Contabilidad.
En 2006 fue elegido decano de la Facultad de Económicas y Empresariales de la Universidad Autónoma de Madrid (2006-10), colaborando en la elaboración de los nuevos planes de estudio de la facultad y las medidas necesarias para la implantación del Espacio Europeo de Educación Superior en septiembre de 2009. Ha sido  director del Programa de Cooperación Educativa de la Facultad de Económicas de la UAM (2012-2017), uno de los programas pioneros de prácticas en empresas. Desde 2015 es el subdirector del departamento de Contabilidad de la UAM.
Desde 2009 es miembro de la Comisión Científica de Entidades sin Ánimo de Lucro de AECA (Asociación española de Contabilidad y Administración).

### Conferencia Episcopal Española
Tras ejercer como secretario técnico de la Gerencia de la Conferencia Episcopal Española (1992-2005) es nombrado vicesecretario general para Asuntos Económicos, puesto que desempeña en la actualidad. Ha contribuido activamente, desde 1992, en las reuniones del Grupo de Trabajo Iglesia-Estado para el desarrollo de los acuerdos Santa Sede-Estado español en materia económica y fiscal. Ha sido interlocutor de la Iglesia en el acuerdo de desarrollo del Acuerdo sobre Asuntos Económicos en materia de Asignación Tributaria cerrado en 2007. En la actualidad continúa formando parte de la interlocución con el gobierno en los temas económicos y fiscales que afectan a la iglesia. En noviembre de 2022, fue incluido en la terna de candidatos para secretario general de la Conferencia Episcopal Española, siendo la primera vez en la historía que un laico es candidatos a dicho puesto.

### Otros cargos
Actualmente es miembro del Consejo de Asuntos Económicos del Arzobispado de Madrid. Desde mayo de 2009 hasta octubre de 2011 ejerció también como director financiero de la Jornada Mundial de la Juventud, celebrada en Madrid en agosto de 2011, con un presupuesto cercano a los cincuenta millones de euros.
Entre 2012 y 2022 ha sido consejero de UMAS Mutua de Seguros, habiendo sido vicepresidente de la misma.

## Actividad editorial

### Libros
1. “Compendio de normativa fiscal y de seguridad social aplicable a la Iglesia en España" (2024). Madrid. EDICE.
2. “Una casa de cristal. El camino de la trasparencia y el buen gobierno en la Iglesia.” (2021). Madrid. EDICE.
3. “Principales cifras de la economía de la Iglesia Católica en España” (2020). Madrid. EDICE.
4. “La Fiscalidad de la Iglesia Católica en España” (2015). Madrid. EDICE.
5. “La Financiación de la Iglesia Católica en España” (2007). Madrid. EDICE.
6. “La actividad económica en el Derecho Romano” (2005). Madrid Ed Dykinson.
7. “Normativa de Contabilidad y Auditoría” (1998). Madrid. Ed. CISS.
8. “Manual de Operaciones y procesos económicos” (1996). Madrid. Ed. Biblioteca Nueva.

## Distinciones
- Caballero comendador de la Orden de S. Gregorio Magno (nombrado por Juan Pablo II el 14 de febrero de 2004).[9]
- Premio Madrid Turismo (Comité Organizador Local de la Jornada Mundial de la Juventud).[10]
- Gran cruz de la Orden de S. Gregorio Magno (nombrado por Benedicto XVI el 4 de octubre de 2012).
- Gran cruz de la Cruz Fidelitas del Arzobispado Castrense (2016).